# Butte de Morlanne
Pour les articles homonymes, voir Morlanne.
La butte de Morlanne (en gascon : tuc de Morlana) se situe sur la commune de Saint-Sever, dans le département français des Landes. Elle est le berceau de la ville. Au pied du belvédère coule l'Adour, fleuve qui transportait hommes et marchandises jusqu'à son embouchure. La butte de Morlanne est un « site naturel classé de 3,1 ha sous le nom de « Terrasse de Morlanne » par arrêté ministériel du 11 juillet 1942 pour son intérêt pittoresque et historique.

## Présentation
Cette butte est à l'origine un oppidum protohistorique. Le site du « Mont des Lannes » est ensuite investi par les romains en 56 av. J.-C. en raison de sa situation, constituant un excellent observatoire sur la vallée de l'Adour. On y accède par la côte de Brille, au bas de laquelle se situe une fontaine. Celle-ci porte des inscriptions latines du IVe et du XVIIe siècle invitant le voyageur à se désaltérer.
Au Ve siècle, le camp s'appelle le « Castrum Caesaris » et le palais du gouverneur, le « Palestrion », y est établi. Une première église dédiée à saint Sever est peut-être implantée en ces lieux. Des chapiteaux de marbres (IVe – VIIIe siècles) sont conservés au musée d'art et d'histoire du Cap de Gascogne. Au Moyen Âge, un château fort est bâti. Il n'en reste aujourd'hui que les mottes castrales.
La côte de Brille est la première voie d'accès à la butte et à Saint-Sever. Lieu légendaire du martyre de saint Sever, elle est toujours fréquentée par les pèlerins de Saint-Jacques-de-Compostelle sur la voie du Vézelay.
À partir de 1837, des arènes en bois sont installées sur la promenade de Morlanne. Elles sont remplacées par les arènes de Morlanne construites en béton en 1932 selon les plans de l'architecte dacquois Pomade.
La statue en bronze du général Lamarque est réalisée en 1896 par Félix Soulès (1857-1904). Fondue par les Allemands en 1942 pour en faire des canons, elle est refaite et installée en 1955.
Le belvédère de la butte de Morlanne offre un panorama à perte de vue sur la forêt des Landes.

## Galerie
Côte de Brille

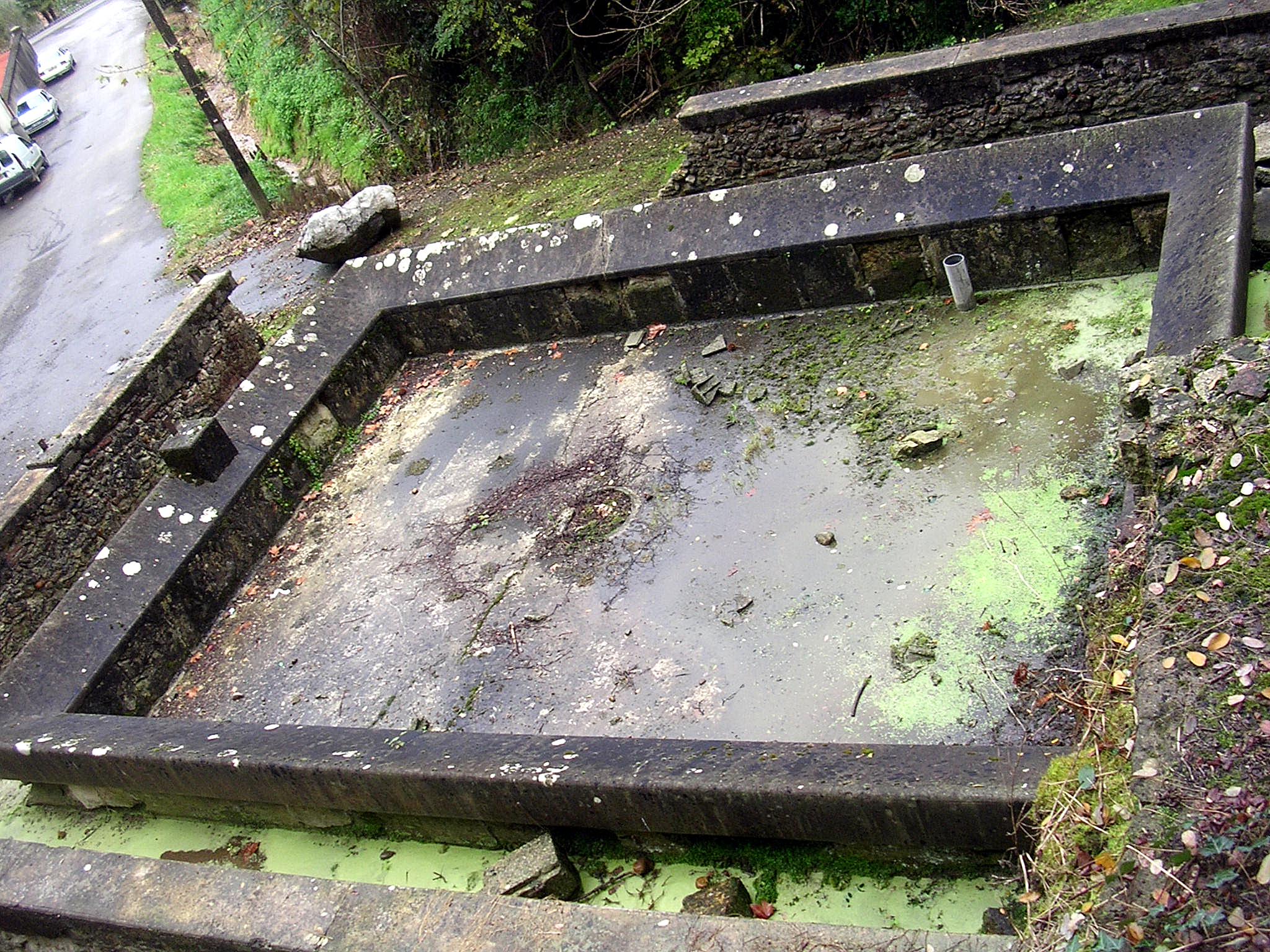
Fontaine au pied de la côte de Brille
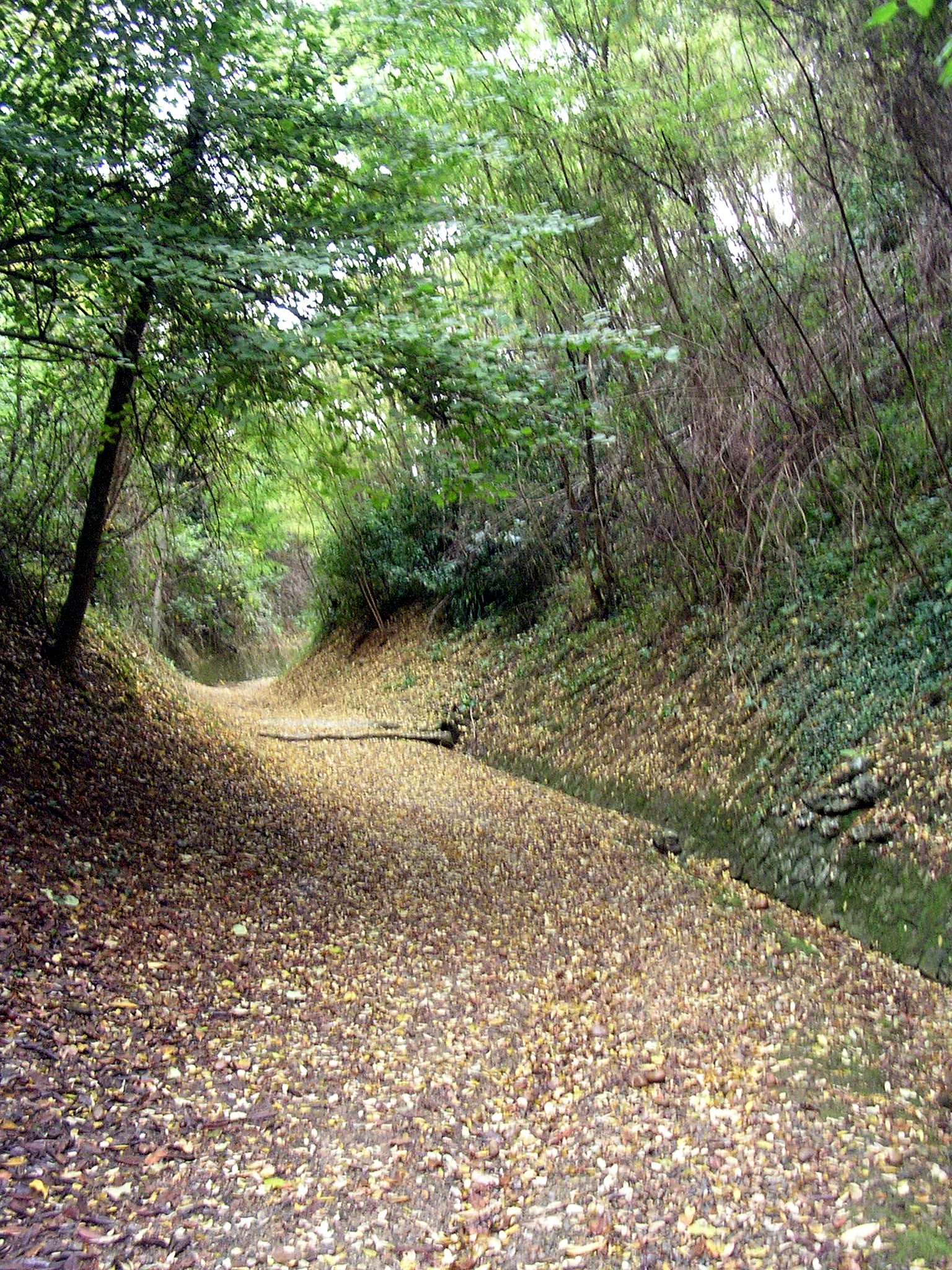
Côte de Brille
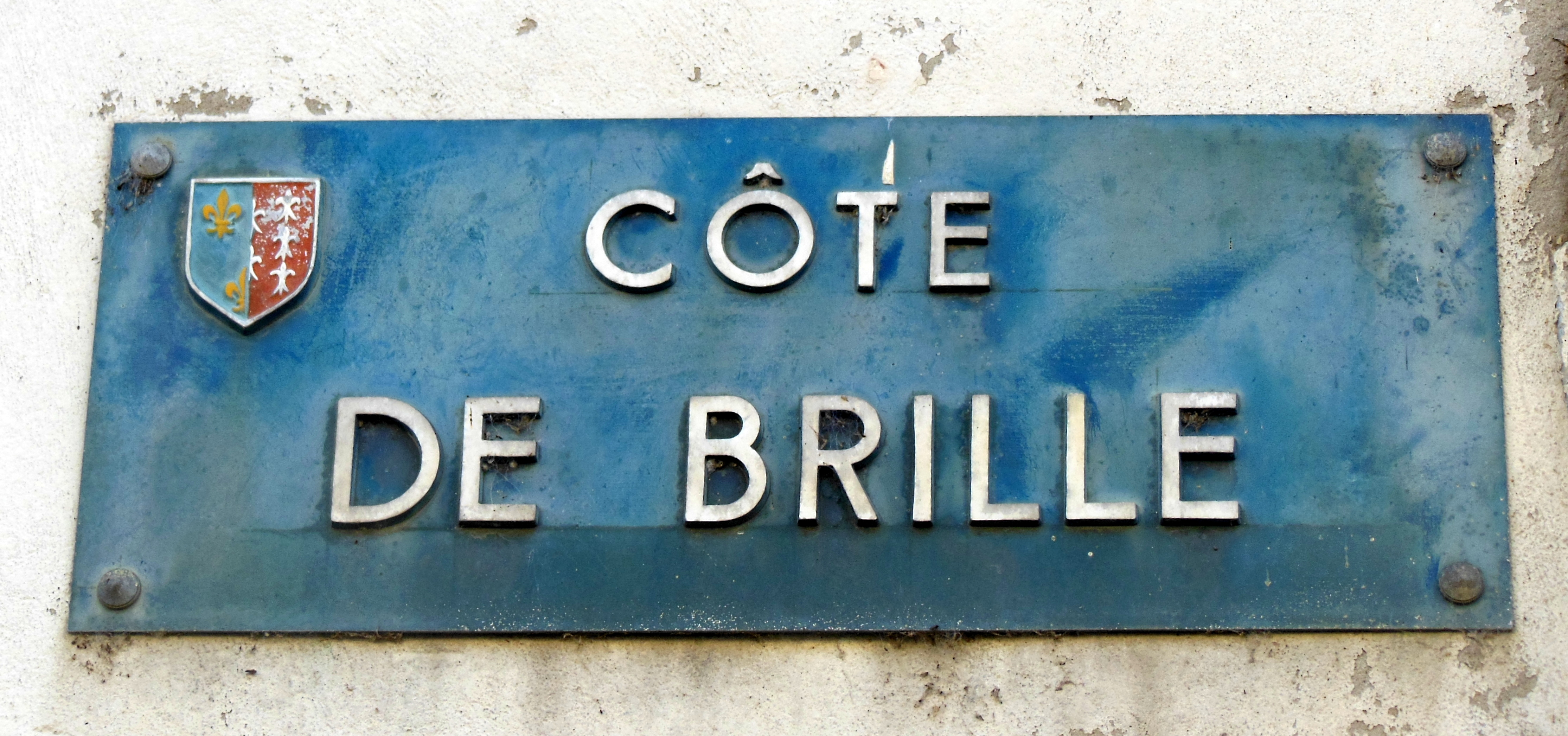
Panneau

La butte de Morlanne

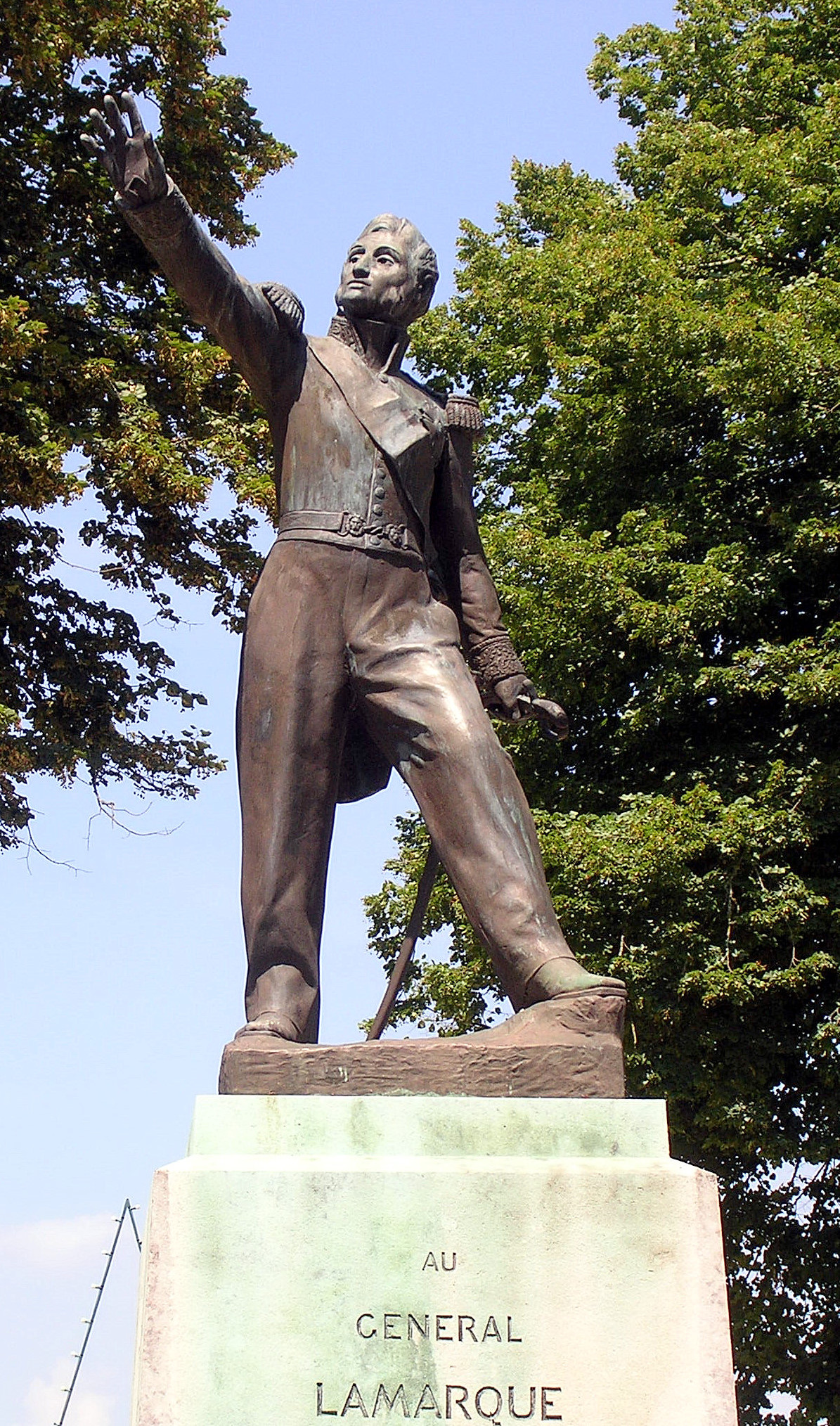
Statue du général Lamarque dans le parc de Morlanne
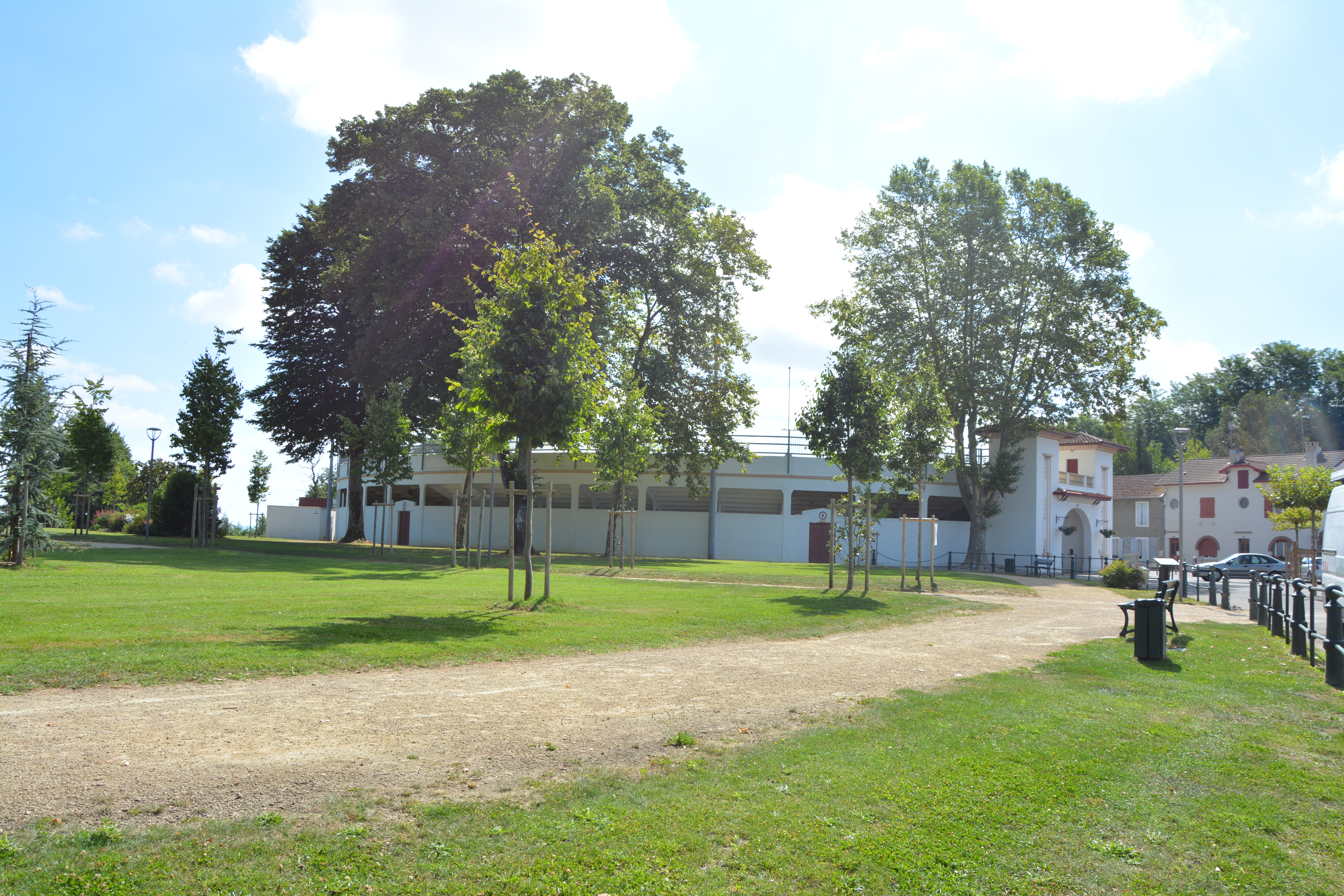
Arènes Henri Capdeville sur la butte de Morlanne à Saint-Sever
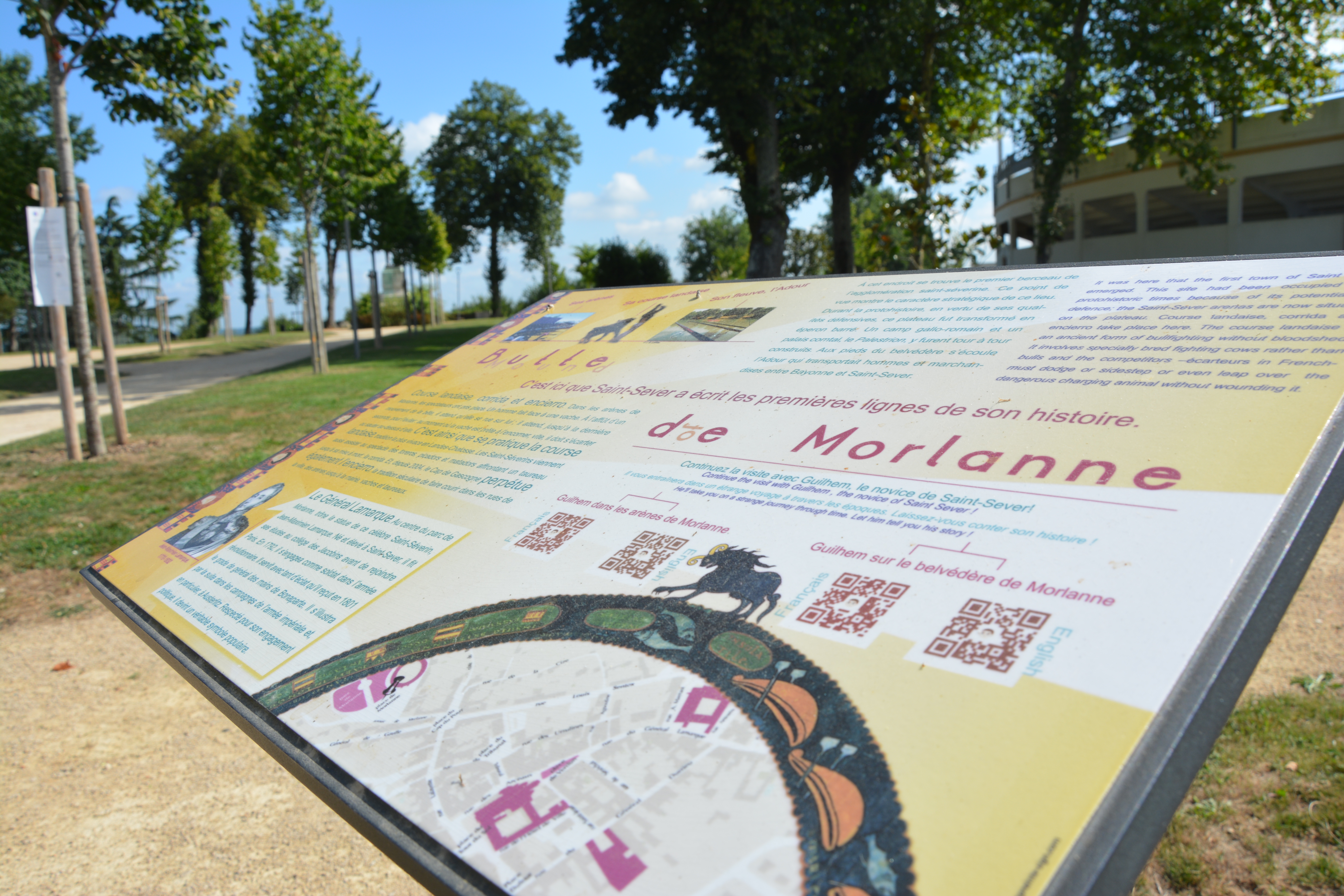
Panneau explicatif butte de Morlanne
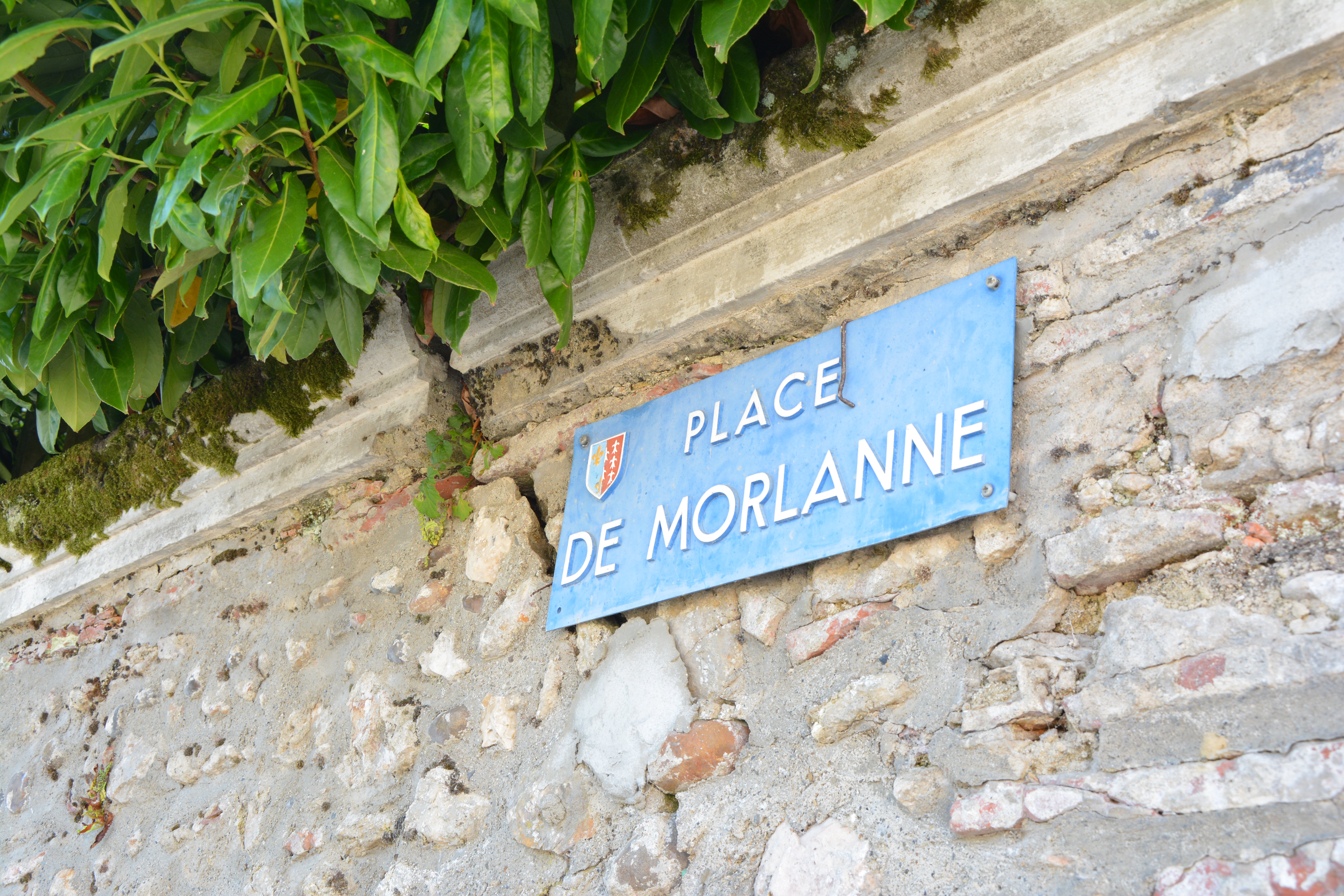
Plaque place de Morlanne
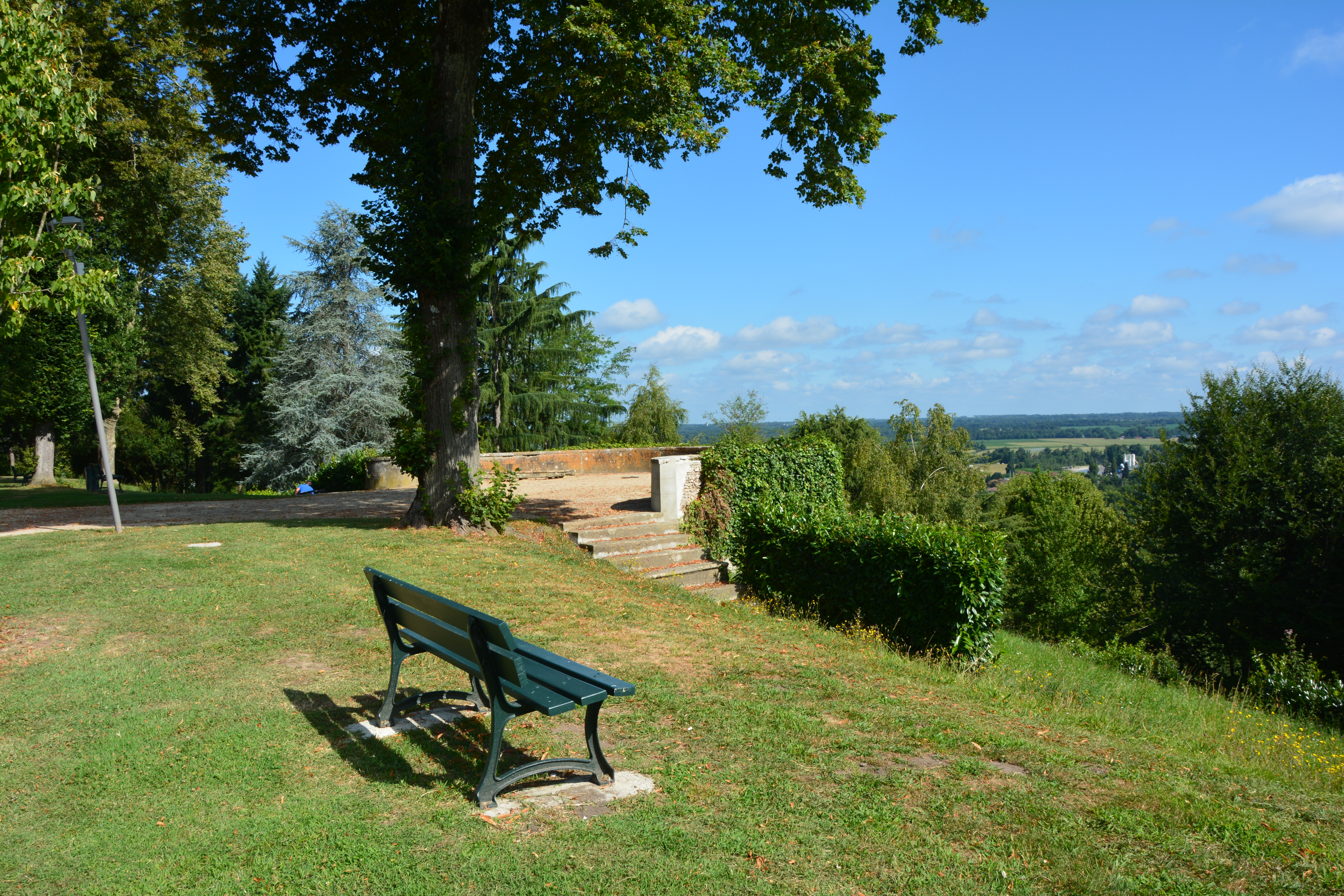
Demi-lune sur l'esplanade de Morlanne à Saint-Sever